# Almagestum Novum
Almagestum Novum es un tratado astronómico publicado en 1651, obra del astrónomo jesuita italiano Giovanni Riccioli (1598-1671). Escrito en latín, su título completo original es:
| "Almagestum novum : astronomiam veterem novamque complectens observationibus aliorum, et propriis nouisque theorematibus, problematibus ac tabulis promotam, in tres tomos distributam quorum argumentum sequens pagina explicabit" (Nuevo Almagesto: incluye la astronomía antigua y la nueva con las observaciones de otros, y propios y nuevos teoremas, problemas y tablas de movimiento, distribuida en tres tomos su discusión se explica en las siguientes páginas). |

El título es una referencia al Almagesto, una obra clásica de astronomía escrita por Claudio Ptolomeo en el siglo II. La obra está dedicada a Honorato II, primer príncipe de Mónaco, cuyo escudo de armas con un entramado de rombos aparece en la portada del libro.

## Relevancia histórica del libro
Riccioli era un respetado astrónomo, con destacados hallazgos en su haber relativos a asuntos como las manchas solares, el relieve lunar, las fases de Venus o las franjas de la superficie de Júpiter. El libro, además de una detallada relación de sus descubrimientos, contenía una serie de argumentos contra la teoría heliocéntrica planteada por Copérnico y defendida por Galileo Galilei y Johannes Kepler, cuyo modelo de órbitas elípticas también rechazaba. Su prestigio como astrónomo y su condición de jesuita lo convirtieron en uno de los máximos valedores del modelo geocéntrico defendido por la iglesia católica de la contrarreforma, sustentado en una interpretación cerrada de la Biblia y en la tradición aristotélica heredada de la Grecia clásica.
En este sentido, la portada del libro es una elaborada alegoría de su propósito: el grabado muestra a Astrea (la diosa de la justicia) en presencia de Argos Panoptes (el gigante de los cien ojos) comparando con una balanza la teoría heliocéntrica (en el disco de la izquierda) con la teoría geocéntrica (en el lado derecho), que sale vencedora de la comparación. Tumbado, en la parte inferior del dibujo, aparece el astrónomo Claudio Ptolomeo.
El Nuevo Almagesto se convirtió en un libro de referencia técnica estándar para los astrónomos de toda Europa: John Flamsteed (1646-1719), el primer astrónomo real inglés, copernicano y protestante, lo utilizó para sus clases de Gresham; y Joseph Lalande (1732-1807), del Observatorio de París, lo citó ampliamente. Pese a que a principios del siglo XX ya era un trabajo muy antiguo, la Enciclopedia Católica de 1912 lo considera la obra literaria más importante de los jesuitas durante el siglo XVII.
A pesar de que el triunfo del modelo heliocéntrico dejó inevitablemente desfasadas las teorías de Riccioli, su monumental obra conserva un indubable valor como recopilación de muchos de sus descubrimientos. En este sentido, es especialmente significativo su mapa de la Luna, para el que desarrolló un sistema de nomenclatura eponímica, que posteriormente ampliado, ha perdurado hasta la actualidad (por acuerdo de la UAI, cerca de 600 accidentes del relieve lunar llevan con carácter oficial los nombres ideados por Riccioli).

## Contenido

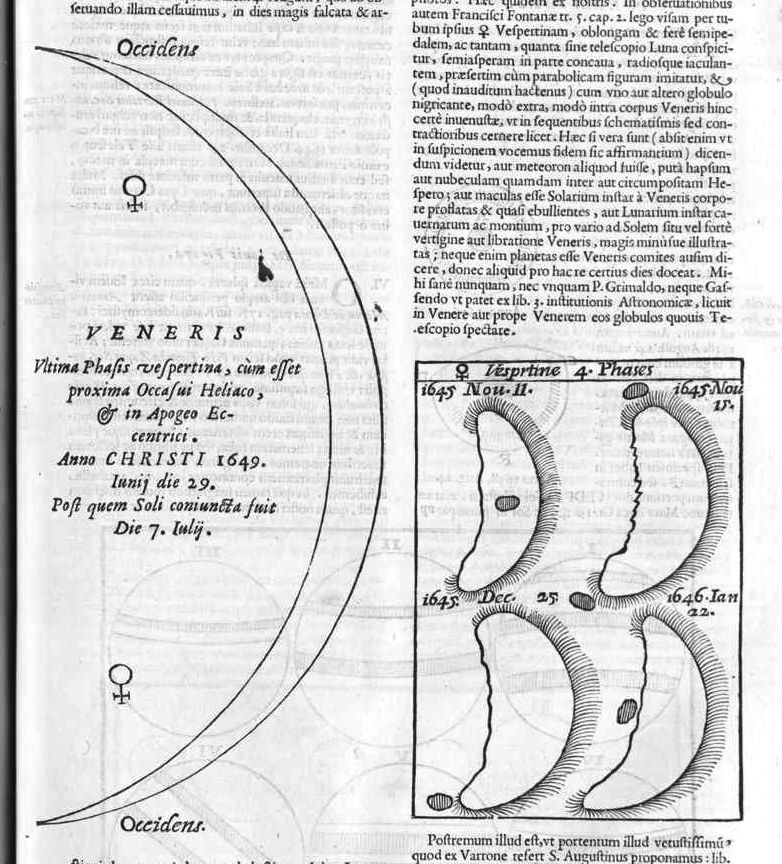
Apariencia de las fases de Venus detalladamente representadas, tal como se ven a través de un telescopio (Almagestum Novum, 1651).

El Almagestum Novum es una obra enciclopédica que consta de más de 1500 páginas en formato folio (38 cmx25 cm). Junto a un texto tipográficamente denso y compacto, incluye numerosas tablas e ilustraciones. Dentro de sus dos volúmenes había diez "libros" que abarcaban todos los temas de la astronomía de la época:
1. La esfera celeste y temas tales como los movimientos celestes, el ecuador, la eclíptica, el zodíaco, etc.
2. La tierra y su tamaño, la gravedad y el movimiento del péndulo, etc.
3. El sol, su tamaño y distancia, su movimiento, observaciones que lo involucran, etc.
4. La luna, sus fases, su tamaño y distancia, etc. (se incluyeron mapas detallados de la Luna tal como se ve a través de un telescopio)
5. Eclipses lunares y solares
6. Las estrellas fijas
7. Los planetas y sus movimientos, etc. (se incluyeron representaciones de cada uno visto con un telescopio);
8. Cometas y novas ("nuevas estrellas")
9. La estructura del universo: las teorías heliocéntrica y geocéntrica, etc.
10. Cálculos relacionadas con la astronomía.

Tal como figura en el título de la obra, Riccioli planeó que el Almagestum Novum tuviese tres volúmenes, pero solo el primero (con sus 1500 páginas divididas en dos partes) se completó.

## Aportaciones científicas

### Trabajos sobre la Luna

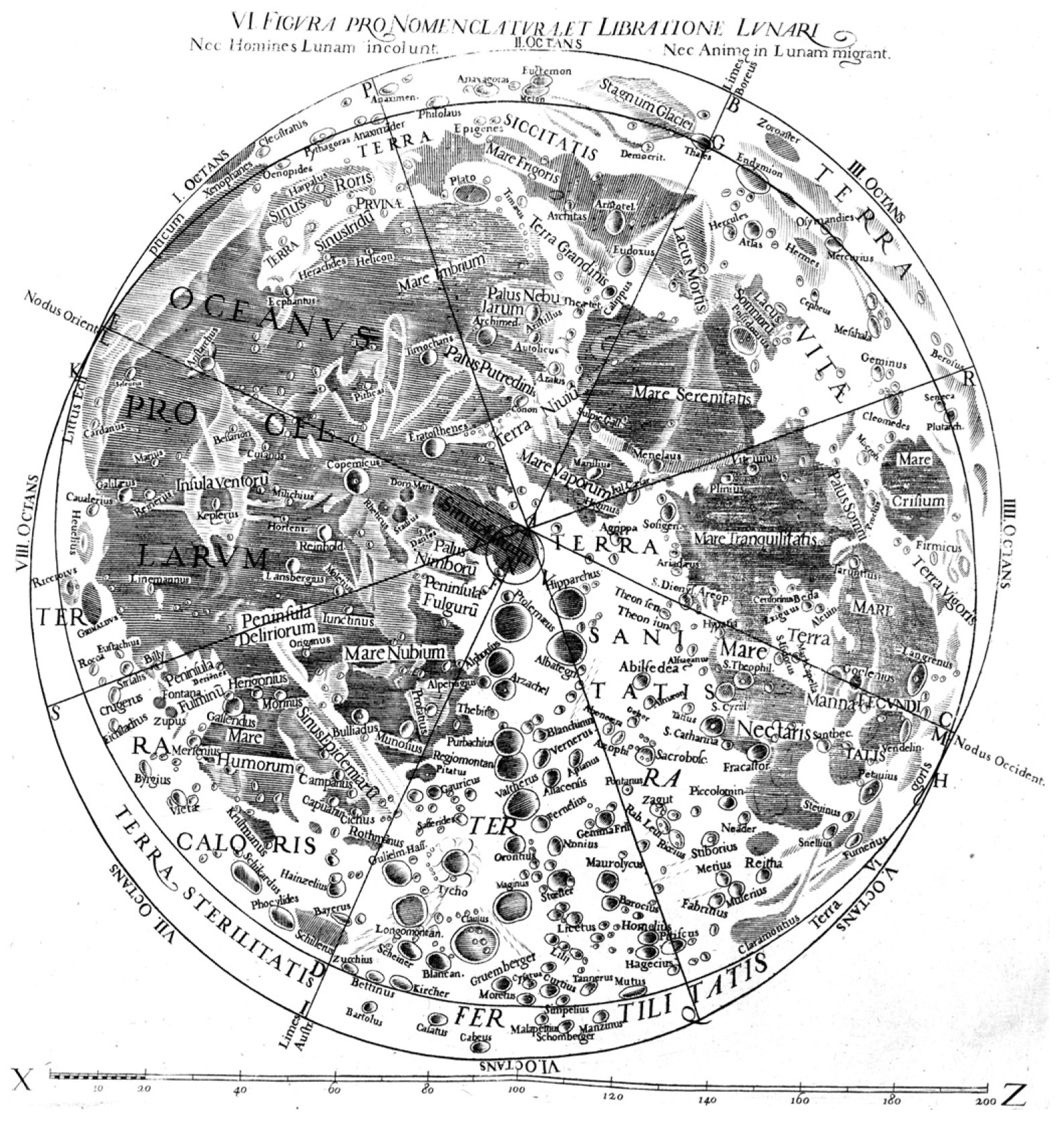
Mapa de la Luna

Riccioli y Grimaldi estudiaron extensamente la luna, de la que Grimaldi dibujó mapas. Este material fue incluido en el Libro 4 del "Nuevo Almagesto". Los mapas de Grimaldi se basaron en trabajos anteriores de Johannes Hevelius y Michael Van Langren. En uno de estos mapas, Riccioli rotuló nombres de los elementos del relieve lunar, nombres que son la base de la nomenclatura todavía en uso en la actualidad. Por ejemplo, el Mare Tranquillitatis (el Mar de la Tranquilidad, punto de aterrizaje del Apolo 11 en 1969), fue bautizado por Riccioli, que nombró grandes áreas lunares según su supuesto clima. También nombró numerosos cráteres en honor de astrónomos importantes, agrupándolos por líneas de pensamiento y épocas. Aunque Riccioli rechazó la teoría copernicana, dedicó un destacado cráter lunar a "Copernicus", al igual que otros cráteres notables recibieron los nombres de otros defensores de la teoría copernicana como Kepler, Galileo y Lansbergius. Debido a que los cráteres que designaron Ricioli y Grimaldi para sí mismos se encuentran próximos a la zona de los copernicanos, mientras que los cráteres dedicados a otros astrónomos jesuitas están en una parte diferente de la Luna (cerca del muy destacado cráter Tycho Brahe), en ocasiones se ha considerado que la nomenclatura lunar de Riccioli esconde una expresión tácita de simpatía por la teoría copernicana, que como jesuita, no podía apoyar públicamente. Sin embargo, el propio Riccioli indicó que puso a los copernicanos en aguas tormentosas (el Oceanus Procellarum). Otra característica digna de mención del mapa es que Riccioli incluyó en él una declaración directa de que la Luna no está habitada. Esto iba en contra de las especulaciones sobre una luna habitada, que habían estado presentes en las obras de Nicolás de Cusa, Giordano Bruno e incluso Kepler, y que continuarían en obras de escritores posteriores como Bernard de Fontenelle y William Herschel..

### Argumentos sobre el movimiento de la Tierra

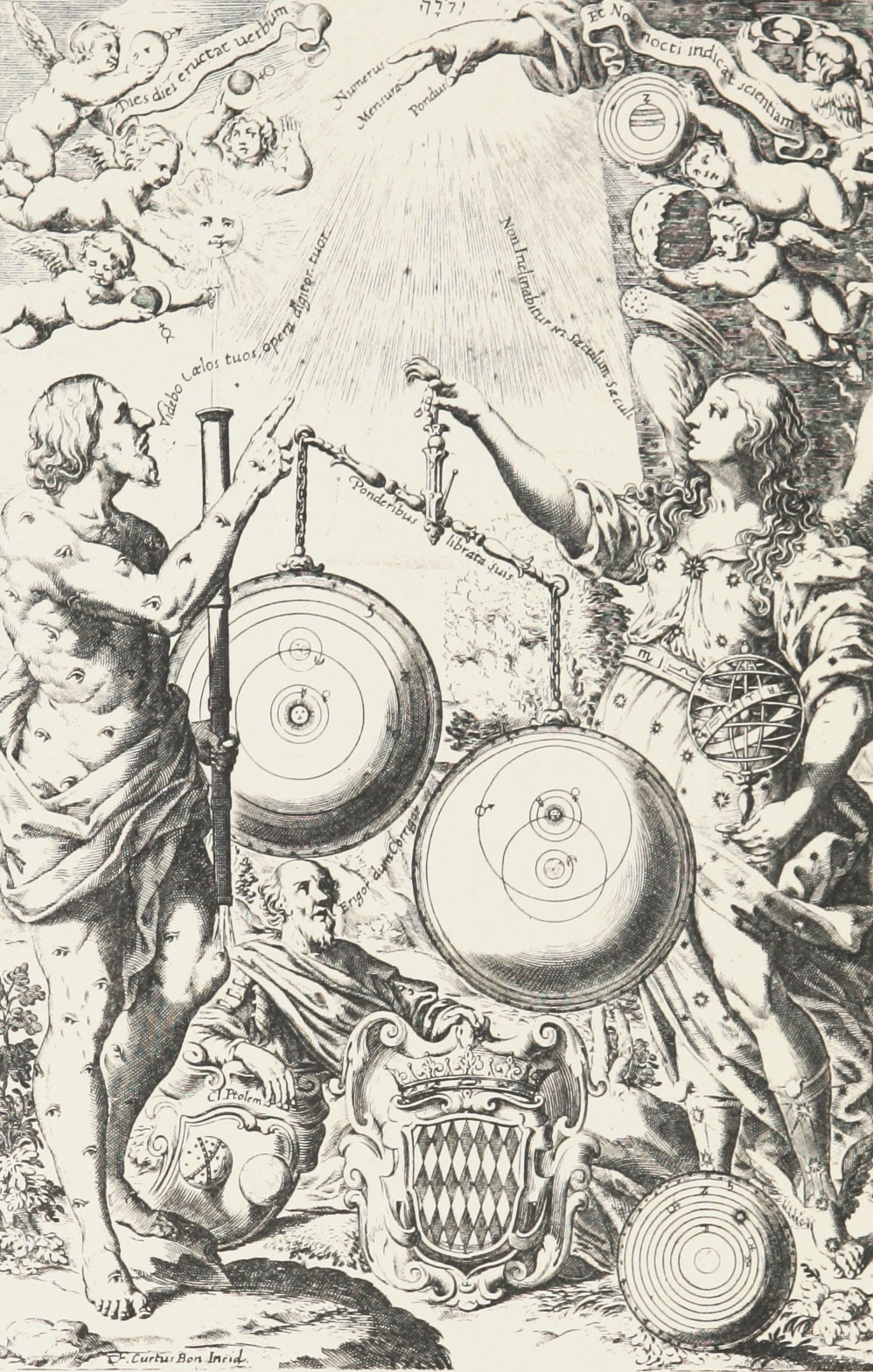
Portada del Almagestum Novum. Las figuras mitológicas observan los cielos con un telescopio y pesan la teoría heliocéntrica de Copérnico en una balanza, contra la versión modificada por Riccioli del sistema geocieocientífico de Tycho Brahe, en el que el Sol, la Luna, Júpiter y Saturno orbitan la Tierra, mientras que Mercurio, Venus y Marte orbitan el Sol. La antigua teoría geocéntrica ptolemaica yace descartada en el suelo, quedando obsoleta por los descubrimientos del telescopio. Estos se ilustran en la parte superior e incluyen las fases de Venus y Mercurio y una característica de la superficie en Marte (izquierda), las lunas de Júpiter, los anillos de Saturno y las características de la luna (derecha). La balanza se inclina a favor del sistema "Tychónico" de Riccioli.

Una parte sustancial del "Nuevo Almagesto" (el Libro 9, que consta de 343 páginas) está dedicado a un análisis de la cuestión del sistema del universo: ¿Es el universo geocéntrico o heliocéntrico? ¿Se mueve la Tierra o está inmóvil? El historiador de la ciencia Edward Grant ha descrito el Libro 9 como el análisis "probablemente más extenso, penetrante y autorizado" de esta pregunta hecho por "cualquier autor de los siglos XVI y XVII",  en su opinión, incluso por encima de los "Diálogos sobre los dos máximos sistemas del mundo" de Galileo. De hecho, el Libro 9 se ha descrito como "el libro que Galileo debería haber escrito". Dentro del Libro 9, Riccioli analiza 126 argumentos sobre el movimiento de la Tierra: 49 a favor y 77 en contra. Para Riccioli, la cuestión no estaba entre el sistema geocéntrico de Ptolomeo y el sistema heliocéntrico de Copérnico, ya que el telescopio había destronado al sistema ptolemaico; estaba entre el sistema geoheliocéntrico desarrollado por Tycho Brahe en la década de 1570 (a veces llamado "geoheliocéntrico" o "híbrido", en este sistema el Sol, la Luna y las estrellas orbitan una Tierra inmóvil, mientras que los planetas giran alrededor del Sol) y el de Copérnico. Como ilustra el frontispicio del libro (véase la figura a la derecha), Riccioli favoreció una versión modificada del sistema de Tycho Brahe. Así es como describió el sistema que "le vino a la mente" cuando estaba en Parma: "comparte todo con el sistema Tychoniano, excepto las órbitas de Saturno y Júpiter, porque [mi] su centro no era el Sol, pero era la Tierra misma".
Muchos escritores hacen referencias al análisis de Riccioli y sus 126 argumentos. Sin embargo, las traducciones de los argumentos del "Nuevo Almagesto" y las discusiones de los argumentos realizados por escritores más modernos son raros: solo tres argumentos de los 126 aparecen en estas traducciones y discusiones fácilmente disponibles. Estos tres argumentos son: primero, un argumento que Riccioli llamó el "argumento físico matemático" que estaba relacionado con una de las conjeturas de Galileo; segundo, un argumento basado en lo que hoy se conoce como el "efecto Coriolis"; y tercero, un argumento basado en la apariencia de las estrellas tal como se veían a través de los telescopios de la época.

#### Argumento "físico-matemático"
Riccioli discute el argumento físico-matemático en términos de argumentos a favor y en contra del movimiento de la Tierra. Galileo ofreció una conjetura en su "Diálogo" de 1632 acerca de que la aparente aceleración lineal de una piedra que caía de una torre era el resultado de dos movimientos circulares uniformes que actuaban en combinación: la rotación diaria de la Tierra y un segundo movimiento circular uniforme perteneciente a la piedra, adquirido al ser arrastrada por la torre. Galileo dice que 
 [E]l movimiento verdadero y real de la piedra nunca se acelera en absoluto, pero siempre es igual y uniforme... Así que no necesitamos buscar ninguna otra causa de aceleración o cualquier otro movimiento, para el cuerpo en movimiento, ya sea que permanezca en la torre o cayendo, se mueve siempre de la misma manera; es decir, circularmente, con la misma rapidez y con la misma uniformidad ... si la línea descrita por un cuerpo que cae no es exactamente esta, está muy cerca de ella ... [y] según estas consideraciones, directamente el movimiento sale por completo del encuadre y la naturaleza nunca hace uso de él en absoluto.
 Riccioli explicó que esta conjetura no podía funcionar: no podría aplicarse a la caída de cuerpos cerca de los polos de la Tierra, donde habría poco o ningún movimiento circular causado por la rotación de la Tierra; e incluso en el ecuador donde habría más movimiento causado por la rotación de la Tierra, el índice de caída predicho por la idea de Galileo era demasiado lento. Riccioli argumentó que los problemas con la conjetura de Galileo eran una mancha contra el sistema copernicano, pero los escritores modernos difieren con respecto al razonamiento de Riccioli sobre esto.

#### Argumento del "Efecto Coriolis"

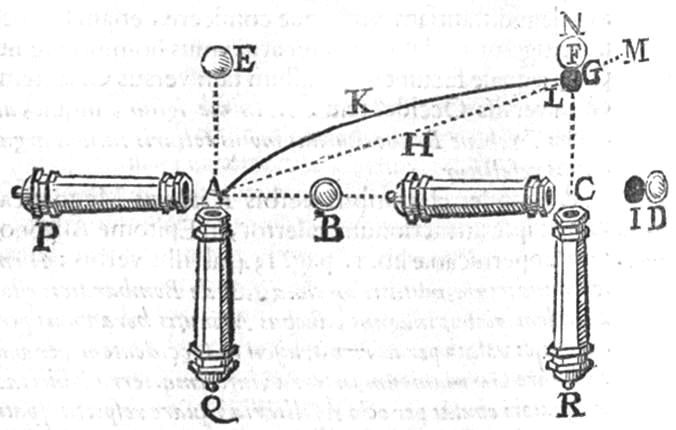
Ilustración del "Almagestum Novum", que muestra el efecto que una Tierra en rotación debería tener sobre los proyectiles. Cuando el cañón se dispara apuntando al objetivo oriental B, el cañón y el objetivo viajan hacia el este a la misma velocidad mientras que la bala está en vuelo. La bala golpea al objetivo como lo haría si la Tierra estuviera inmóvil. Cuando el cañón se dispara apuntando hacia el norte en dirección E, el objetivo se mueve más lentamente hacia el este que el cañón y la bala en el aire, porque el suelo se mueve más lentamente en latitudes más septentrionales (el suelo casi no se mueve cerca del polo). Por lo tanto, la bala sigue una trayectoria curva sobre el suelo, no una diagonal, y golpea hacia el este o hacia la derecha del objetivo en G.

Riccioli también argumentó que la rotación de la Tierra debería revelarse en el vuelo de los proyectiles de artillería, porque en una Tierra en rotación el suelo se mueve a diferentes velocidades en diferentes latitudes. Escribió que 
Si se dispara una pelota a lo largo de un meridiano hacia el polo (en lugar de hacia el este o hacia el oeste), el movimiento diurno hará que la bala sea transportada [es decir, la trayectoria de la bala se desviará], si todo sigue igual: porque en los paralelos de latitud más cercanos a los polos, el suelo se mueve más lentamente, mientras que en los paralelos más cercanos al ecuador, el suelo se mueve más rápidamente.
 Por lo tanto, si fuera un cañón, apuntando directamente a un objetivo hacia el norte, para disparar una bola, esa bola golpearía ligeramente hacia el este (derecha) del objetivo, debido a la rotación de la Tierra. Pero, si se dispararon cañones al este, no habría deflexión, ya que tanto el cañón como el objetivo se moverían la misma distancia en la misma dirección. Riccioli afirmó que el mejor de los artilleros podía disparar una bala directamente a la boca del cañón de un enemigo; si este efecto de desviación existiera en los disparos hacia el norte, lo habrían detectado. También argumentó que la ausencia de este efecto indica que la Tierra no gira. Tenía razón en su razonamiento sobre que el efecto que describe realmente ocurre, aunque en su época no podía ser detectado con los medios disponibles. Se lo conoce hoy como el efecto Coriolis en memoria del físico francés del siglo XIX Gaspard Coriolis (1792-1843). Sin embargo, la desviación hacia la derecha se produce independientemente de la dirección en la que se apunta el cañón (una comprensión mucho más desarrollada de la física que la disponible en la época de Riccioli se requiere para explicar esto), y por lo tanto los artilleros no podían notar ninguna diferencia relacionada con la orientación de sus disparos.

#### Argumento del tamaño de las estrellas
Riccioli también usó observaciones telescópicas de estrellas para argumentar en contra de la teoría copernicana. Vistas a través de los pequeños telescopios de su época, las estrellas aparecían como discos pequeños pero distinguibles. Estos discos eran espurios, causados por la difracción de las ondas de luz que atraviesan el telescopio. Hoy se conocen como discos de Airy, en honor del astrónomo inglés del siglo XIX George Biddell Airy (1801-1892). Los discos reales de las estrellas son generalmente demasiado pequeños para ser vistos incluso con los mejores telescopios modernos. Pero durante la mayor parte del siglo XVII se pensó que estos discos vistos en un telescopio eran los cuerpos reales de las estrellas. En la teoría copernicana, las estrellas tenían que estar a grandes distancias de la Tierra para explicar por qué no se detectaba su paralaje anual. Riccioli y Grimaldi realizaron numerosas mediciones de discos de estrellas utilizando un telescopio, proporcionando una descripción detallada de su procedimiento para que cualquier persona que quisiera pudiera replicarlo. Riccioli posteriormente calculó los tamaños físicos que necesitarían tener las estrellas medidas para que estuviesen tan lejos como se requería en la teoría copernicana para no mostrar paralaje, y para que los tamaños se puedan apreciar con el telescopio. El resultado en todos los casos fue que las estrellas eran enormes, empequeñeciendo al Sol. En algunos escenarios, una sola estrella excedería el tamaño del universo entero según lo estimado por un geocentrista como Tycho Brahe. Este problema que planteó la imagen defectuosa de las estrellas en los telescopios a la teoría copernicana había sido notado ya en 1614 por Simon Marius, quien dijo que las observaciones telescópicas de los discos de estrellas apoyaban la teoría Tychónica. El problema fue reconocido por copernicanos como Martin van den Hove (1605-1639), quien también midió los discos de las estrellas y reconoció que este problema podría llevar a la gente a rechazar la teoría de Copérnico.

#### Otros argumentos
Los otros argumentos que Riccioli presenta en el Libro 9 del "Nuevo Almagesto" fueron diversos. Hubo argumentos concernientes a si los edificios podían mantenerse en equilibrio o si los pájaros podían volar si la Tierra rotaba; qué tipo de movimientos eran naturales para los objetos pesados; qué constituye la disposición celestial más simple y elegante; si los cielos o la Tierra eran más adecuados para el movimiento y más fácil y efectivamente movidos; si el centro del universo era una posición más o menos noble; y muchos otros. Muchos de los argumentos anti-copernicanos en el "Nuevo Almagesto" tenían sus raíces en los argumentos anti-copernicanos de Tycho Brahe.
Riccioli argumentó enérgicamente contra el sistema copernicano, e incluso caracterizó ciertos argumentos a favor de la inmovilidad terrestre como incontestables, pero también refutó algunos argumentos anti-copernicanos, invocando contraargumentos de los propios copernicanos. Por ejemplo, presenta la opinión común de que, si la Tierra girara, debería sentirse este movimiento, y como no se siente, la Tierra debe estar inmóvil. Pero luego dice que matemáticamente no hay necesidad de tal sensación. Igualmente rechaza las ideas de que los edificios podrían arruinarse o de que las aves puedan quedar desligadas del movimiento de la Tierra; todos pueden simplemente compartir el movimiento de rotación hacia el este de la Tierra, como el cañón y la bola orientados hacia el este discutidos anteriormente. Quizás por esta razón Riccioli ha sido ocasionalmente retratado como un copernicano encubierto, alguien cuya posición como jesuita requirió formalmente su oposición a la teoría copernicana.

### Péndulos y cuerpos en caída
A Riccioli se le atribuye ser la primera persona en medir con precisión la aceleración debida a la gravedad de la caída de los cuerpos. Los libros 2 y 9 del "Nuevo Almagesto" Riccioli incluyeron una discusión significativa y extensos informes experimentales sobre los movimientos de los cuerpos que caen y sobre los péndulos.
Estaba interesado en el péndulo como un dispositivo para medir el tiempo con precisión. Al contar el número de oscilaciones de péndulo que transcurren entre los tránsitos de ciertas estrellas, Riccioli pudo verificar experimentalmente que el período de un péndulo oscilando con pequeña amplitud es constante con una variación máxima de 2 oscilaciones sobre un total de 3212 (0,062%). También informó que el período de un péndulo aumenta si la amplitud de su oscilación aumenta por encima de 40 grados. Intentó desarrollar un péndulo cuyo período fuese precisamente de un segundo: tal péndulo completaría 86 400 oscilaciones en un período de 24 horas. Esto lo probó directamente, dos veces, al usar estrellas para marcar el tiempo y reclutar a un equipo de nueve compañeros jesuitas para contar los ciclos y mantener la amplitud del balanceo durante 24 horas. Los resultados fueron péndulos con períodos dentro del 1.85%, y después del 0.69% del valor deseado; y Riccioli incluso trató de mejorar este último valor. El péndulo de segundos se usó como estándar para calibrar péndulos con diferentes períodos. Riccioli dijo que para medir el tiempo, un péndulo no era una herramienta perfectamente confiable, pero en comparación con otros métodos, era una herramienta extremadamente útil.
Con péndulos para registrar el tiempo (en ocasiones complementados por un coro de jesuitas que cantaban al compás de un péndulo para proporcionar un temporizador audible) y con una estructura elevada a su disposición como la Torre de Asinelli en Bolonia, Riccioli pudo realizar experimentos precisos sobre la caída de los cuerpos. Verificó que los cuerpos en caída seguían la regla del "número impar" de Galileo, de modo que la distancia recorrida por un cuerpo que cae aumenta en proporción al cuadrado del tiempo de caída, lo que indica una aceleración constante. Según Riccioli, un cuerpo caído liberado del reposo viaja 15 pies romanos (29.57 cm) en un segundo, 60 pies en dos segundos, 135 pies en tres segundos, etc. Otros jesuitas como Cabeo habían argumentado que esta regla no se había demostrado rigurosamente. Sus resultados demostraron que, aunque los cuerpos que caían generalmente mostraban una aceleración constante, había diferencias determinadas por el peso, el tamaño y la densidad. Riccioli dijo que si dos objetos pesados de diferente peso caen simultáneamente desde la misma altura, el más pesado desciende más rápido siempre que tenga una densidad igual o mayor; si ambos objetos tienen el mismo peso, el más denso desciende más rápido.
Por ejemplo, al dejar caer bolas de madera y plomo que pesaban 2.5 onzas, Riccioli descubrió que cuando una bola de plomo había recorrido 280 pies romanos, una bola de madera había recorrido tan solo 240 pies (una tabla en el "Nuevo Almagesto" contiene datos sobre veintiuna de estas caídas comparadas). Atribuyó tales diferencias al aire y notó que la densidad del aire tenía que ser considerada cuando se trataba de cuerpos que caían. Documentó la fiabilidad de sus experimentos al proporcionar descripciones detalladas de cómo se llevaron a cabo, para que cualquiera pudiera reproducirlos, Los resultados de Riccioli son generalmente consistentes con una comprensión moderna de los cuerpos que caen bajo la influencia de la gravedad y la resistencia del aire. Sus valores de 15-60-135 implican una aceleración gravitacional "g" de 30 pies romanos por segundo (30 pies/s/s). El valor moderno aceptado (g = 9.8 m/s/s) expresado en pies romanos es g = 33 pies/s/s. La "g" de Riccioli difiere del valor aceptado en menos del 10%. Sus afirmaciones sobre bolas más densas que alcanzan el suelo primero (es decir, que se ven menos afectadas por la resistencia del aire) también concuerdan con la comprensión moderna. El resultado de que una bola de madera caiga 240 pies en el mismo tiempo en el que una bola de plomo del mismo peso cae 280 pies generalmente es de igual manera consistente con la comprensión moderna (aunque la diferencia de 40 pies es algo menor de lo esperable).
Riccioli señaló que si bien estas diferencias contradecían la afirmación de Galileo de que las bolas de diferente peso caerían a la misma velocidad, era posible que Galileo observara la caída de cuerpos hechos del mismo material pero de diferentes tamaños, porque en ese caso la diferencia en el tiempo de caída entre las dos bolas es mucho más pequeño que si las bolas son del mismo tamaño pero con diferentes materiales, o del mismo peso pero diferentes tamaños, etc., y esa diferencia no es evidente a menos que las bolas se liberen desde una gran altura. Al momento, varias personas expresaron su preocupación por las ideas de Galileo sobre la caída de los cuerpos, argumentando que sería imposible discernir las pequeñas diferencias en tiempo y distancia necesarias para evaluar adecuadamente las ideas de Galileo, o informar que los experimentos no coincidían con las predicciones de Galileo o quejarse que edificios convenientemente altos con trayectorias de caída despejadas no estaban disponibles para poner a prueba a fondo las ideas de Galileo. Por el contrario, Riccioli pudo demostrar que había llevado a cabo experimentos repetidos, consistentes y precisos en una ubicación ideal. Así, como observa D. B. Meli,
| Los experimentos precisos de Riccioli fueron ampliamente conocidos durante la segunda mitad del siglo XVII y ayudaron a forjar un consenso sobre la adecuación empírica de algunos aspectos de la obra de Galileo, especialmente la regla del número impar y la noción de que los cuerpos pesados caen con aceleraciones y velocidad similares que no son proporcionales al peso. Su concordancia parcial con Galileo fue significativa, viniendo como venía de un lector hostil que llegó incluso a incluir el texto de la condena de Galileo en sus propias publicaciones. |